# Банићевац (Церник)
Банићевац (до 1991. године Баничевац) је насељено место у саставу општине Церник у Бродско-посавској жупанији, Република Хрватска.

## Историја
До територијалне реорганизације у Хрватској налазио се у саставу старе општине Нова Градишка.

## Становништво
На попису становништва 2011. године, Банићевац је имао 223 становника.

## Попис1991.
На попису становништва 1991. године, насељено место Баничевац је имало 281 становника, следећег националног састава:
| Попис 1991.‍  | Попис 1991.‍  | Попис 1991.‍ | Попис 1991.‍ | Попис 1991.‍ |
| ------------ | ------------ | ----------- | ----------- | ----------- |
|              |              |             |             |             |
| Хрвати       | Хрвати       |             | 273         | 97,15%      |
| неопредељени | неопредељени |             | 1           | 0,35%       |
| непознато    | непознато    |             | 7           | 2,49%       |
| укупно: 281  |              |             |             |             |